# Koččawalský les

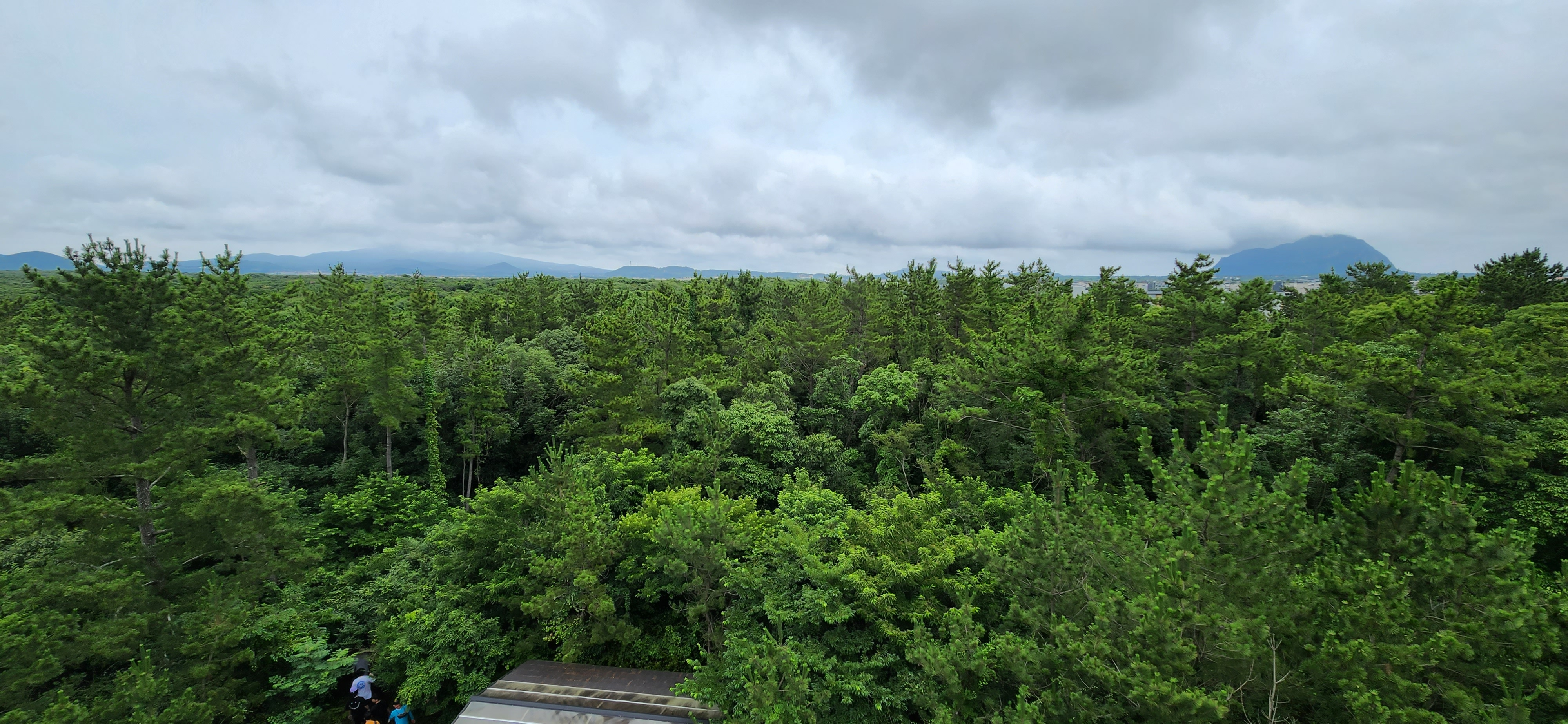
Pohled na Koččawalský les

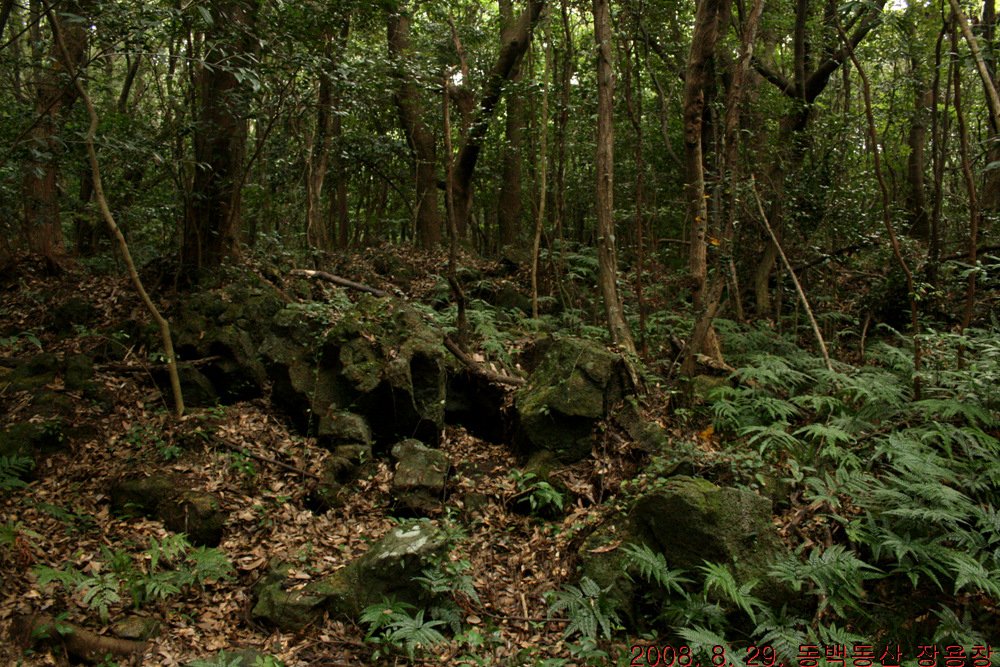
Typická ukázka zdejšího ekosystému

Koččawalský les (korejsky 곶자왈 숲 Koččawal sup) je název pro původní lesy jihokorejského ostrova Čedžu, které se nacházejí na svazích pohoří Halla (centrálním bodem je štítová sopka Halla-san). Ostrov Čedžu byl vytvořen sopečnou činností a jeho povrch tvoří láva. Čedžu je největší ostrov v Jižní Koreji, ležící na jihozápad od poloostrova. Vzhledem ke geografickému vývoji zůstal tento region z velké části neporušen. Lesy Koččawalu nabízejí pohled na stálezelené rostliny, a jsou tedy oblíbeným místem místních obyvatel i turistů. Do současné doby se tento ekotop zachoval především na severních a západních svazích ostrova.

## Etymologie
Původně nazývali obyvatelé Čedžu všechny lesy na kamenném základě “Koččawal”. Místní výkladový slovník popisuje Koččawal jako člověkem neporušené místo, ve kterém se mísí charakteristiky lesa a pralesa. Vzhledem k prokazatelnému lávovému původu Koččawalského lesa byl navržen nový význam pro tento termín, který by zahrnoval pouze ty lesy, které vyrůstají na lávovém základě. Někteří lidé jsou však proti tomu, aby byl Koččawal spojován pouze s geologickým popisem. Definice Koččawalu tedy stále není přesně určena.

## Charakteristika
Koččawalský les je velmi důležitý pro tvorbu podzemní vody na ostrově, protože déšť proniká skrze kameny přímo do půdotvorného substrátu. Jeho ochrana je proto zásadní.
Les má tři důležitá specifika:
1. vzniká na lávovém základě
2. vzácné rostliny, které se vyskytují pouze v tomto ekosystému
3. dešťová voda zde proniká přímo do půdotvorného substrátu

## Sopečný původ
Kvůli lávovému základu bylo zemědělství na ostrově dlouho obtížné a lesy zůstaly téměř nedotčeny až do 20. století. Podle studie profesora Songa z roku 2000 je povrch Koččawalu složen z lávy typu AA. Na základě jeho výzkumu byl vytvořen podrobný plán Koččawalu. Dalsi výzkum však odhalil, že povrch Koččawalu netvoří pouze láva typu AA, ale jde o směs lávy AA a lávy Pahoehoe. Tento typ lávy doporučil doktor Song s ohledem na místní terminologii nazývat lávou Bille.

## Domov ohrožených druhů rostlin a zvířat
Studie profesorky Yim Eun Young prokázala, že místo v Koččawalském lese zvané Kamélia (Dong Baek Dong San), které se rozkládá na území 590 083 m² je jedinou lokalitou s výskytem nedávno objeveného typu kapradiny Mankyua chejuense. Profesorka Young našla během svého výzkumu mnoho specifických druhů rostlin rostoucích na kamenném základě. Většina těchto rostlin je světovým unikátem a řada z nich byla prohlášena za ohrožené. V roce 2005 byl zahájen rozsáhlý výzkum lesa a dosud bylo objeveno dalších pět nových druhů rostlin.

## Koloběh vody
Koččawal je hodně známý skrze útvary vzniklé sopečnou činností, typickou pro lávu typu AA. To je největší průtočnost v celé Jižní Koreji. Koččawalský les značně přispívá vzniku podzemní vody na ostrově. Většina dešťové vody se neudrží na povrchu a ihned se vsakuje do země. Podzemní voda je tedy hlavním zdrojem pitné vody.